# Lampo gamma

Rappresentazione artistica dell'evento GRB 080319B.

I lampi gamma, abbreviati GRB dalla locuzione inglese gamma ray burst (esplosione di raggi gamma), sono, in astronomia, un fenomeno transiente rappresentato da intensi lampi di raggi gamma la cui durata è estremamente varia: da pochi millisecondi a diverse decine di minuti e perfino ore (GRB 11209A). Proprio la constatazione di tale differente durata ha indotto la comunità scientifica a classificarli in due tipi principali: lampi gamma brevi (short gamma-ray bursts) se durano meno di 2 secondi, e lampi gamma lunghi (long gamma-ray bursts) se durano più di 2 secondi. Un terzo tipo di GRB, quello dei lampi gamma ultra-lunghi (ultra-long gamma-ray bursts), è stato proposto sulla base della durata del prompt del GRB 11209A (più di 7 ore), ma non esiste consenso scientifico per tale ulteriore categoria di GRB. Tuttavia, il riscontro negli anni di lampi gamma "borderline" tra le due classi ha indotto all'introduzione di una classificazione più recente basata su altri criteri, in cui gioca ruolo chiave in particolare la natura del progenitore, con lampi di Tipo I, prodotti in sistemi binari (due stelle di neutroni o una stella di neutroni ed un buco nero), e lampi di Tipo II, ovvero i classici lampi associabili alla morte di stelle massicce, ma quest'ultima non è universale.
Se si assume che i GRB emettano energia isotropica (Eiso), ovvero uniforme in tutte le direzioni, queste potenti esplosioni possono sfiorare i 1048 J] (GRB 080916C/221009A), pari a circa 10 000 volte l'energia emessa dal Sole nell'arco della sua esistenza (10 miliardi di anni) o all'energia media nel visibile di 10 000 supernove (foe), costituendo il fenomeno transiente più energetico finora osservato nell'universo. Attualmente si pensa che i lampi gamma siano esplosioni altamente collimate, con l'energia concentrata in due getti che si muovono in direzioni opposte. Il loro valore reale (Eo) è così minore a causa del fattore di collimazione. Per angoli di 4-8 gradi si riduce a 1044-1045 J. Secondo alcune stime, il GRB 221009A avrebbe emesso Eo pari a ~5×1046 J.

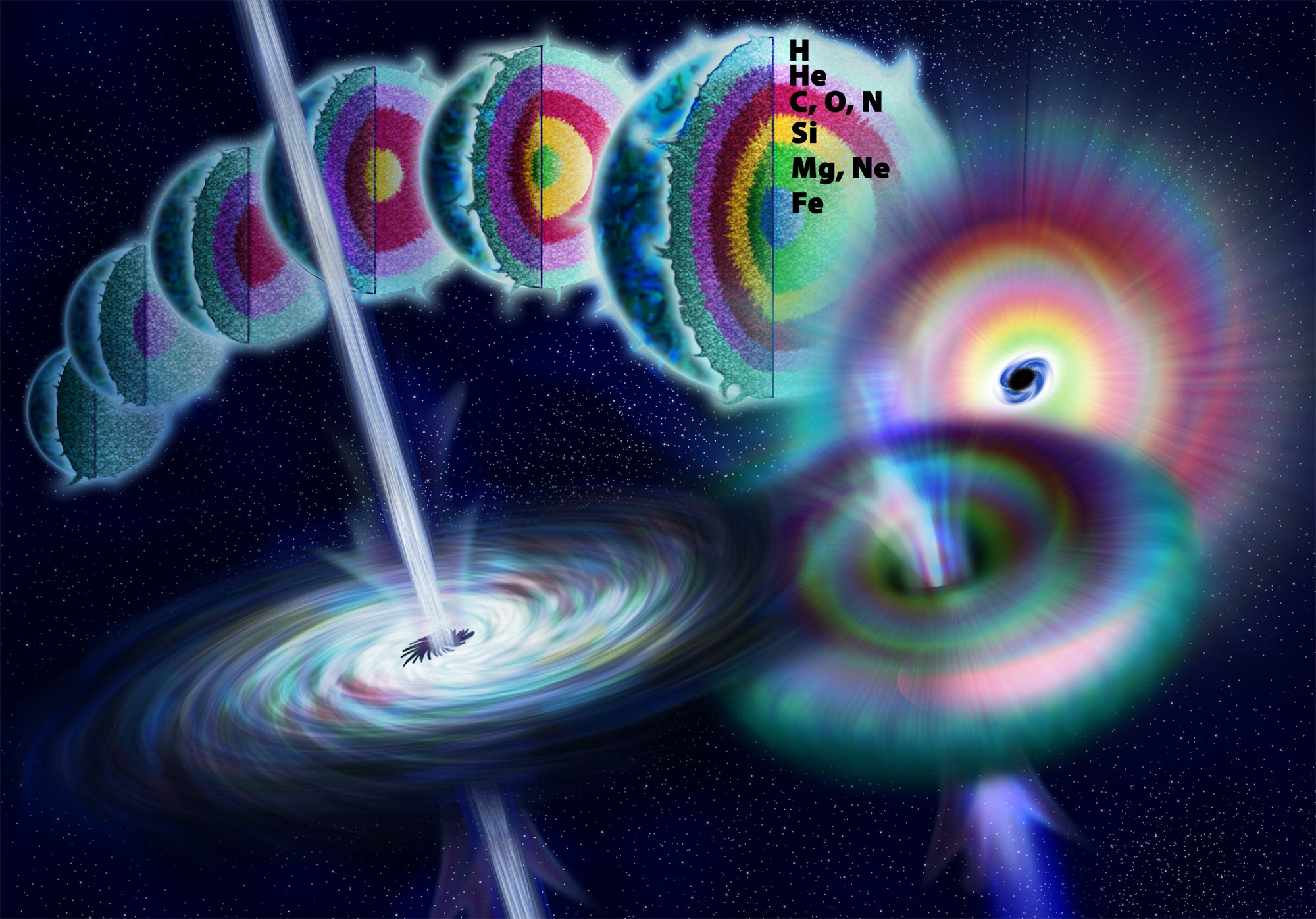
Schema illustrativo delle fasi di un GRB lungo secondo il modello della collapsar. La stella collassa in un buco nero rotante e il materiale si concentra in un disco di accrescimento; la distorsione dei campi magnetici e/o dello spazio-tempo fa sì che i getti relativistici siano proiettati dai "poli" del buco nero, liberi dal disco di accrescimento.

Si ritiene che siano prodotti dalla fusione di due stelle di neutroni, o di una stella di neutroni ed un buco nero nel caso dei GRB brevi, o dal collasso gravitazionale di una stella massiccia nel caso dei GRB lunghi (collapsar) che produce una magnetar (stella di neutroni con campo magnetico estremo) ad altissima rotazione, o un buco nero. Il meccanismo più ampiamente accettato per l'origine dei GRB lunghi è il modello collapsar, in cui il nucleo di una stella estremamente massiccia, a bassa metallicità e in rapida rotazione, collassa in un buco nero nelle fasi finali della sua evoluzione. La materia vicino al nucleo della stella piove verso il centro e vortica in un disco di accrescimento ad alta densità. L'immane quantità di materia non viene del tutto "assorbita" dal buco nero, che così spinge una coppia di getti relativistici di materia in eccesso lungo l'asse di rotazione; essi si propagano a velocità relativistiche lungo l'involucro stellare e alla fine ne oltrepassano la superficie, irradiandosi come raggi gamma. Alcuni modelli alternativi sostituiscono il buco nero con una magnetar di nuova formazione; in realtà il meccanismo è il medesimo, indipendentemente dalla natura del "motore interno".
Furono scoperti per la prima volta nel 1967 dai satelliti "Vela", messi in orbita per identificare radiazioni gamma provenienti da detonazioni di armi nucleari sovietiche. Dopo un iniziale, fugace ed intensissimo flusso di raggi gamma che costituisce il fenomeno del lampo gamma in senso stretto, un bagliore residuo (afterglow), visibile nelle altre bande spettrali (radio, IR, visibile, UV, raggi X) venne rilevato solo nel 1997 da BeppoSAX per il GRB 970228. Già nel 1993 si teorizzava l'effetto del fenomeno su più lunghezze d'onda dello spettro elettromagnetico.
I GRB, a dispetto della loro potenza, sono fenomeni abbastanza frequenti (all'incirca uno al giorno) e la loro distribuzione nel cielo è isotropa, ovvero avvengono in direzioni del tutto casuali ed imprevedibili. I GRB sono eventi cosmologici, situati in galassie esterne alla Via Lattea e talvolta la fonte viene rilevata fino all'estremità dell'universo visibile. Il lampo gamma più lontano finora osservato, denominato GRB 090423, testimonia una esplosione stellare catastrofica avvenuta più di 13 miliardi di anni fa. Date le immani energie coinvolte nel fenomeno, è stato ipotizzato che se un GRB si verificasse nella Galassia e puntasse uno dei 2 fasci di energia verso la Terra da una distanza anche di migliaia di anni luce, potrebbe causare estinzione di massa della vita animale e vegetale sul pianeta, e uno dei possibili "colpevoli" dell'estinzione di massa dell'Ordoviciano-Siluriano è stato identificato proprio in un lampo gamma.
Un GRB è usualmente indicato con la data (anno-mese-giorno) in cui è stato osservato e, se più di un burst è stato rivelato nello stesso giorno, si usa porre una lettera finale per indicarne l'ordine (A per il primo, B per il secondo, etc.). Ad esempio, GRB 050509B è il secondo GRB osservato il 9 maggio 2005.

## Storia delle osservazioni

### Le prime osservazioni
I lampi gamma furono scoperti nel 1967 da una serie di satelliti statunitensi chiamati "Vela", messi originariamente in orbita per scoprire i raggi gamma prodotti da eventuali armi nucleari sovietiche (ci si trovava in piena guerra fredda). Questi satelliti però misurarono occasionalmente lampi gamma originati da sorgenti sconosciute. Tuttavia, la scoperta venne mantenuta segreta, e declassificata e quindi pubblicata soltanto nel 1973, quando era ormai appurato che non si trattava di dati di interesse militare. L'esistenza dei lampi gamma fu confermata da molte missioni spaziali successive, tra cui le missioni Apollo e Venera.
I lampi gamma possono essere osservati soltanto dallo spazio perché l'atmosfera blocca le radiazioni X e gamma. Data la rapidità con la quale l'evento gamma si manifesta, normalmente si esaurisce su tempi scala dell'ordine di secondi o decine di secondi, era impossibile localizzarlo in cielo con una precisione sufficiente per permetterne lo studio con i telescopi terrestri. I GRB rimasero per circa un quarto di secolo tra gli oggetti astrofisici più misteriosi, praticamente inaccessibili. Questa situazione perdurò fino al 1997. La prima questione posta dai GRBs era: sono localizzati nella Via Lattea, o avvengono in luoghi lontanissimi dell'Universo? La seconda domanda era: quale meccanismo causa i lampi? Se essi si trovano nell'Universo distante, tale meccanismo deve produrre una quantità enorme di energia.
Negli anni ottanta furono fatti pochi progressi in materia, ma nell'aprile 1991 la NASA lanciò il Compton Gamma Ray Observatory a bordo dello Space Shuttle. Uno degli esperimenti a bordo del Compton era il Burst & Transient Source Experiment (BATSE), che poteva rilevare lampi gamma e localizzare le loro posizioni nello spazio con ragionevole precisione.

### BATSE

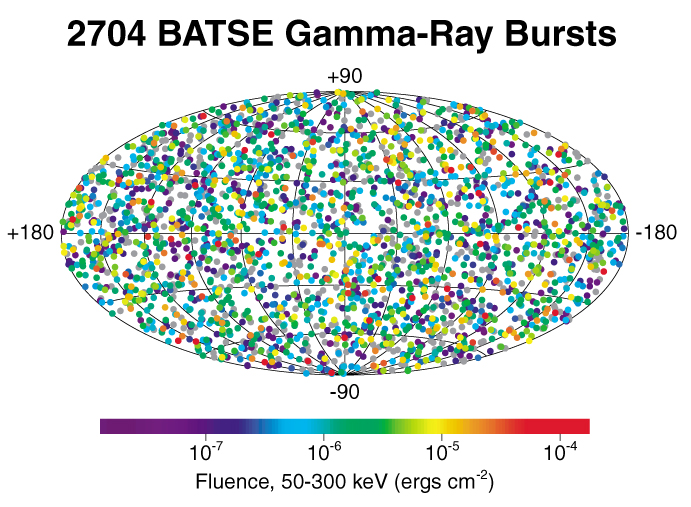
Distribuzione spaziale dei GRBs osservati da BATSE.

Dai dati raccolti dallo strumento furono ricavate due importanti informazioni:
- i lampi di raggi gamma sono isotropi[35] (non presentano particolari preferenze per direzioni particolari nel cielo, come ad esempio il disco galattico o il centro galattico), escludendo le possibilità di un'origine galattica. Se infatti fossero eventi della nostra galassia, sarebbero distribuiti preferibilmente sul piano della Via Lattea; anche se fossero associati con l'alone galattico, sarebbero distribuiti soprattutto verso il centro galattico, a meno che le dimensioni dell'alone non siano enormemente maggiori di quanto stimato. Inoltre le galassie vicine avrebbero dovuto presentare aloni simili, ma non misero in risalto "macchie di luce" di deboli lampi di raggi gamma.
- i lampi gamma possono essere classificati in due categorie:[2] lampi di breve durata e spettro duro (short bursts o lampi corti) e lampi di lunga durata e spettro molle (long bursts o lampi lunghi). I lampi corti durano meno di due secondi e le emissioni sono dominate da fotoni ad alta energia; i lampi lunghi durano più di due secondi e le emissioni sono dominate da fotoni a bassa energia. La separazione tra le due categorie non è assoluta e si osservano sovrapposizioni, ma la distinzione suggerisce due differenti classi di progenitori.

Fu comunque solo nel 1997 che il satellite italiano Beppo-SAX permise di individuare le coordinate del lampo con una precisione senza precedenti, confermando definitivamente come questi lampi fossero generati in galassie lontane.

### Beppo-SAX e l'era della post-luminescenza
A causa della bassa risoluzione dei rivelatori di raggi gamma impiegati per decenni dalle prime scoperte, e dalla rapidità con la quale si manifestava l'evento, nessun GRB era stato associato con controparti ottiche conosciute, né era stato identificato un possibile oggetto ospite (quale una stella o una galassia). La migliore speranza di cambiare questa situazione sembrava risiedere nella possibilità di osservare la coda di emissione del GRB, ovvero l'emissione molto più debole e in dissolvenza (con una rapida diminuzione nell'intensità del segnale) di radiazioni a lunghezza d'onda maggiore - indicate con il termine inglese afterglow (post-luminescenza) del GRB, la cui esistenza era predetta da numerosi modelli. Nonostante intense ricerche, questa coda di emissione non era stata individuata.
Questa situazione è cambiata radicalmente nel 1997 con la messa in orbita del satellite italiano (con una partecipazione olandese) Beppo-SAX. Dopo aver rivelato un lampo gamma (GRB 970228) venne comandato al satellite di puntare la sua apparecchiatura di ricezione di raggi X nella direzione da cui erano pervenute le emissioni gamma, e lo strumentò rivelò delle emissioni di raggi X in dissolvenza. Ulteriori osservazioni con telescopi a terra identificarono una debole controparte ottica per la prima volta in un GRB. Con la posizione della sorgente perfettamente nota, quando l'emissione di raggi gamma si affievolì fino a scomparire, fu possibile raccogliere immagini ottiche più precise fino ad identificare la galassia che aveva ospitato l'evento. Entro lo stesso anno, la controversia sulle distanze di questi eventi era stata risolta: il lampo gamma noto come GRB 970508 venne rilevato a circa 6 mld di anni-luce dalla Terra. Fu la prima volta che si misurò la distanza di un GRB dalla terra con accuratezza. Da allora, i lampi gamma potevano essere finalmente identificati come eventi extra-galattici, che si originavano in galassie molto deboli e ad enormi distanze dalla Terra. Questa scoperta rivoluzionò lo studio dei lampi gamma stabilendone le distanze, definendo la scala energetica del fenomeno e caratterizzando l'ambiente in cui hanno origine, aprendo nuove opportunità osservative e teoriche.
Nel 1998 il GRB 980425 fu seguito, entro un giorno, da una supernova molto luminosa, denominata SN 1998bw, archetipo del fenomeno della ipernova, la cui posizione coincideva con quella del lampo, manifestando forte evidenza dell'associazione tra i GRB e le morti stellari di stelle massicce e favorendo il modello della collapsar. Beppo-Sax fu operativo fino al 2002.

### Swift e i lampi gamma oggi
Una svolta ugualmente rivoluzionaria nello studio dei lampi gamma è avvenuta con la missione Swift, lanciata nel novembre 2004 ed ancora operativa. Il satellite Swift combina un rilevatore di raggi gamma molto sensibile con la capacità di un rapido (meno di un minuto) puntamento automatico in direzione del lampo, la cui emissione residua viene osservata dagli strumenti a bordo per la visualizzazione della controparte ottica e in raggi X.
Ciò ha permesso finora:
- la scoperta di code di emissione (afterglows) anche per i lampi brevi;
- la raccolta di numerosi dati sul comportamento delle code di emissione dei lampi gamma nei primi loro istanti evolutivi, anche prima che l'emissione di raggi gamma sia cessata;
- la scoperta del lampo gamma più distante mai osservato (GRB 090423).[28]

Nel 2008 è stato lanciato il Telescopio spaziale per raggi gamma Fermi, un telescopio spaziale equipaggiato con un rivelatore di lampi gamma il cui obiettivo è rivelare, localizzare e caratterizzare i lampi gamma. Questo rivelatore è in grado di osservare più di duecento lampi gamma all'anno. Alcuni di questi lampi gamma, circa dieci all'anno, hanno energie abbastanza alte da poter essere osservati anche dal "Large Area Telescope" presente a bordo.
Vengono costantemente compiute nuove scoperte nello studio dei lampi di raggi gamma, che è un campo della scienza estremamente dinamico.
A partire dal terzo millennio, nuove scoperte includono quella di estese e irregolari attività nello spettro dei raggi X per diversi minuti per molti lampi, del più distante (GRB 090423), poi surclassato dal GRB 090429B, oggi il più distante in assoluto, del più luminoso (GRB 080319B), del più energetico al 2022 (GRB 080916C). Sono state poste le basi per un modello alternativo a quello della collapsar relativo ai lampi gamma lunghi, quello dell'ipernova binaria o Binary Driven HyperNova (BdHN), basato sul concetto di Induced Gravitational Collapse (IGC), in inglese "collasso gravitazionale indotto", che prevede che in un sistema binario il materiale espulso ad alta velocità da una supernova vicina induce un collasso gravitazionale nella compagna, che collassa in un buco nero o stella di neutroni particolarmente massiccia a seconda della distanza; sviluppato quale evoluzione del modello "fireshell", alternativo a quello classico della "fireball" entro il quadro della collapsar, esso può spiegare anche i GRB corti, individuandone molteplici classi.
Nel 2017 il GRB 150101B venne associato al GW170817, prodotto dalla fusione di due stelle di neutroni, un fenomeno noto come kilonova, confermando l'origine degli short GRB nella collisione di stelle di neutroni.
Nel 2019 il GRB 190114C fu il primo lampo associato all'emissione di energia nell'ordine dei teraelettronvolt.
Nel 2021 il GRB 200826A, rilevato l'anno precedente, con la sua durata di circa 1 secondo, è il GRB più corto associato ad una stella massiccia; questo rende più evanescente la classica distinzione tra GRB corti e lunghi in base alla durata dell'emissione e al tipo di progenitore e potrebbe favorire una più recente classificazione dei GRB in lampi gamma di Tipo I (binari) e Tipo II (collapsar), invero già proposta in passato, anche sulla base di altre caratteristiche dei lampi, come la luminosità.
Il 9 ottobre 2022 Swift rileva il lampo gamma dei record, GRB 221009A.

## Distanze e scala energetica

### Modello Galattico e Modello Extragalattico
Prima del lancio di BATSE, la scala delle distanze dei lampi gamma era totalmente sconosciuta. La gamma di teorie proposte per spiegare i GRB prevedevano locazioni assai diverse del fenomeno, dalle regioni esterne del nostro sistema solare ai limiti estremi dell'universo conosciuto. La scoperta che tali esplosioni erano isotrope diminuì notevolmente queste possibilità e verso la metà degli anni novanta solo due teorie erano considerate accettabili: che originassero da una regione molto vasta disposta come una corona intorno alla nostra galassia, oppure che originassero da lontane galassie, non appartenenti al gruppo Locale.
I ricercatori che sostenevano il modello galattico basavano le loro ipotesi su una classe di oggetti noti come soft gamma repeaters (SGR): stelle di neutroni altamente magnetiche, appartenenti alla nostra galassia, che periodicamente esplodono emettendo intensi bagliori di radiazione elettromagnetica in raggi gamma e ad altre lunghezze d'onda. Nel loro modello postulavano che esistesse una popolazione finora non osservata di oggetti analoghi ad una distanza maggiore che originava i lampi gamma. Inoltre, ritenevano eccessivo il quantitativo di energia richiesto a generare un tipico lampo gamma se si fosse ammessa l'ipotesi che avvenissero in una galassia distante.
I ricercatori che sostenevano il modello extra-galattico contestavano che l'ipotesi delle stelle di neutroni galattiche richiedesse troppe assunzioni ad hoc nel tentativo di riprodurre il grado di isotropia individuato da BATSE e che un modello extra-galattico era molto più naturale, senza considerare i relativi problemi di questa ipotesi.

### Natura extra-galattica dei lampi gamma ed energia isotropica (Eiso)
La scoperta della coda di emissione (afterglow) associata con galassie molto distanti favorì definitivamente la seconda ipotesi. Tuttavia, oggi sappiamo che i lampi di raggi gamma non sono semplicemente eventi extra-galattici, ma che avvengono praticamente al limite dell'universo visibile. Un GRB tipico ha uno spostamento verso il rosso (redshift) non inferiore a 1.0 (corrispondente ad una distanza di 8 miliardi di anni luce), mentre l'evento più lontano conosciuto (GRB 090423) ha uno spostamento verso il rosso di 8,2 (corrispondente alla distanza di 13,03 miliardi di anni luce). Tuttavia, le osservazioni permettono di acquisire lo spettro solo di una piccola frazione dei lampi gamma - generalmente di quelli più luminosi - e molti degli altri potrebbero presentare un redshift ancora più elevato e, quindi, provenire da distanze anche maggiori.
La conferma delle immense distanze da cui provengono i lampi gamma sollevò nuove domande sulle energie coinvolte in tali esplosioni. Se assumiamo che ogni lampo gamma emetta energia uniformemente in tutte le direzioni, ovvero in energia isotropica (Eiso), alcune tra le esplosioni più luminose corrispondono ad un rilascio totale di energia di ~1047 J, valore prossimo alla conversione di una massa solare (che è un riferimento fondamentale nelle scienze astronomiche, il cui simbolo e M☉) in radiazioni gamma (vedi equivalenza massa-energia) in pochi secondi. Il più energetico lampo gamma mai rilevato al 2022, GRB 080916C, sprigionò in circa 23 minuti fino a 8,8×1047 J di energia, approssimativamente l'equivalente di ben 4 masse solari o di 9 000 supernove di media potenza nel visibile, pari a 1 foe (1044 J). Nel 2022 è stato rilevato il GRB 221009A, che secondo le stime energetiche più al rialzo avrebbe emesso ~1,5×1048 J di energia isotropica.  Una ricerca del 2017 individua un limite energetico pari a 1-3×1047 J in Eiso, corrispondente alla massima efficienza radiativa. Non c'è nessun processo conosciuto nell'universo capace di liberare tanta energia così velocemente; solo le collisioni di buchi neri possono competere rilasciando l'equivalente di masse solari in onde gravitazionali: ad esempio, il primo evento mai rilevato di onde gravitazionali nel 2015 (GW150914), convertì in onde gravitazionali 3 masse solari circa, pari a ~5,4×1047 J. Un problema energetico è stato sollevato nei decenni in quanto nessun processo stellare conosciuto ad oggi può spiegare simili rilasci energetici in archi temporali talmente ristretti. L'energia isotropica dei GRB della più antica popolazione stellare (III) potrebbe essere anche superiore, fino a 1050 J; se venisse rilevata tale quantità di energia ad un elevato redshift (z=20), ciò potrebbe essere un'evidenza forte della loro esistenza.
Tuttavia l'emissione energetica dei GRB è fortemente ridimensionata se il lampo non emette isotropicamente. Se, ad esempio, l'energia prodotta rimane confinata entro un "jet" caratterizzato da un angolo di pochi gradi, il valore reale dell'emissione di energia per un GRB tipico diventa confrontabile con quello di una supernova.

### Getti nei GRB: emissione collimata ed energia reale gamma (Ey) e totale (E0)
Oggi infatti si ritiene fortemente plausibile quest'ultima ipotesi, che sembra anche spiegare il problema energetico. In molti lampi gamma si è osservato un fenomeno chiamato jet break, che accade quando le dimensioni angolari del jet, che aumentano se visto lungo la visuale man mano che il jet rallenta, superano le dimensioni dell'angolo di collimazione. In questo caso si osserva un brusco cambiamento di pendenza nella curva di luce dell'afterglow. Trattandosi di un effetto "geometrico", una caratteristica importante di questo fenomeno è che il break nella curva di luce è acromatico. Non è ancora chiara la ragione per la quale in molti GRB tale fenomeno non venga osservato. L'angolo di apertura del jet è molto variabile, da oggetto a oggetto, nell'intervallo tra 2 e 20 gradi, ma per alcuni GRB si stima possa essere anche più grande. Ci sono alcuni studi secondo cui l'angolo del getto possa essere correlato all'energia apparentemente rilasciata in modo che l'energia totale (Eo) realmente emessa da un GRB (lungo) sia approssimativamente costante - circa 1044 J, o approssimativamente 1/2 000 di una massa solare. È la potenza media di una supernova in radiazione visibile, per la quale è stato elaborato il foe quale unità di misura. Infatti, sembra che luminose ipernovae abbiano accompagnato alcuni lampi gamma. Dopo la correzione per collimazione, il valore dell'energia reale totale è così confrontabile con il valore dell'energia rilasciata nell'esplosione di una brillante supernova di Tipo Ib/c (a volte denominata, per l'appunto, ipernova). Queste supernovae sono una famiglia minoritaria (rappresentano circa il 20-30%) delle supernovae denominate di tipo core-collapse, nelle quali l’esplosione è innescata dal collasso gravitazionale del nucleo (il core per l'appunto) e sono le uniche supernovae - fino ad ora - ad essere state associate ai GRB. Si ritiene che le stelle che producono le supernove di Tipo Ib/c manchino di idrogeno e/o elio; e questo ha fatto sì che fossero associate ad una particolare classe di stelle, le stelle di Wolf-Rayet: stelle estremamente calde e massicce che hanno perso, in tutto o in parte, gli strati esterni di idrogeno e/o elio a causa di potenti venti stellari. Tutti i lampi gamma finora associati a supernove di tipo Ib/c (ipernove) sono stati localizzati a distanze molto ravvicinate rispetto a quelli "cosmologici": (GRB 980425/SN 1998bw, GRB 030329/ SN 2003dh e GRB 031203/SN 2003lw. È possibile che la distanza cosmologica della maggior parte dei GRB precluda l'osservazione della relativa supernova, oppure che il collasso diretto della stella in un buco nero precluda la supernova stessa, fenomeno, quest'ultimo, noto come collapsar.
A differenza di una tipica supernova molto energetica, che emette isotropicamente, un lampo gamma concentra lo stesso quantitativo di energia (~1044 J) in fasci che erompono in due direzioni opposte, apparendo così estremamente luminoso, persino molti ordini di grandezza più delle supernove più brillanti. Nel 2008, in seguito al rilevamento del GRB 080319B, il cui afterglow, con picco di magnitudine apparente pari a 5.3, fu talmente luminoso (oltre 2,5 milioni di volte della supernova più brillante rilevata fino ad allora, SN 2005ap) da essere visibile ad occhio nudo dalla terra nonostante la distanza pari a 7,5 mld di anni-luce, venne proposto un modello a due getti, uno più ampio ed uno centrale, più concentrato e ristretto; l'estrema luminosità del lampo sarebbe dovuta alla fortuita posizione della Terra, "allineata" rispetto al cono centrale. Se questo modello, tra l'altro, fosse confermato per la maggior parte dei GRB, l'implicazione sarebbe che la maggior parte di rilevamenti di lampi gamma hanno solo registrato dati a proposito del cono più debole e più ampio, e dunque che sono un fenomeno molto più comune di quanto non si credesse in precedenza, fino a 10 o persino 100 volte di più.
L'energia emessa nei soli raggi gamma (Eγ), invece, sarebbe costante a ~5×1043 J. Ricerche successive hanno dimostrato che l'energia dei GRB varia di diversi ordini di grandezza anche dopo la correzione per beaming. Per esempio, alcuni GRB hanno emesso energia reale, ovvero collimata, pari ad almeno un ordine di grandezza superiore, ovvero equivalente a 1045 J. Il GRB 221009A, scoperto nel 2022, innalza le stime dell'energia totale massima corretta per beaming ad un ulteriore ordine di grandezza (~5×1046 J); si tratta di un valore immane che si approssima all'ordine di grandezza dell'energia isotropica dei più energetici GRB (1047 J). È stata individuata, viceversa, una classe di GRB lunghi cosiddetti "sub-energetici" o "sub-luminosi" in piccola percentuale (10-20% del totale), con Eo tra i 1041 e i 1043 J. Pertanto, i lampi gamma non possono essere considerati come "candele standard" in quanto la loro energia corretta, dunque reale, varia di diversi ordini di grandezza e non è costante. Questo fatto fornisce indicazioni importanti sulla natura del "motore interno" che innesca il GRB.

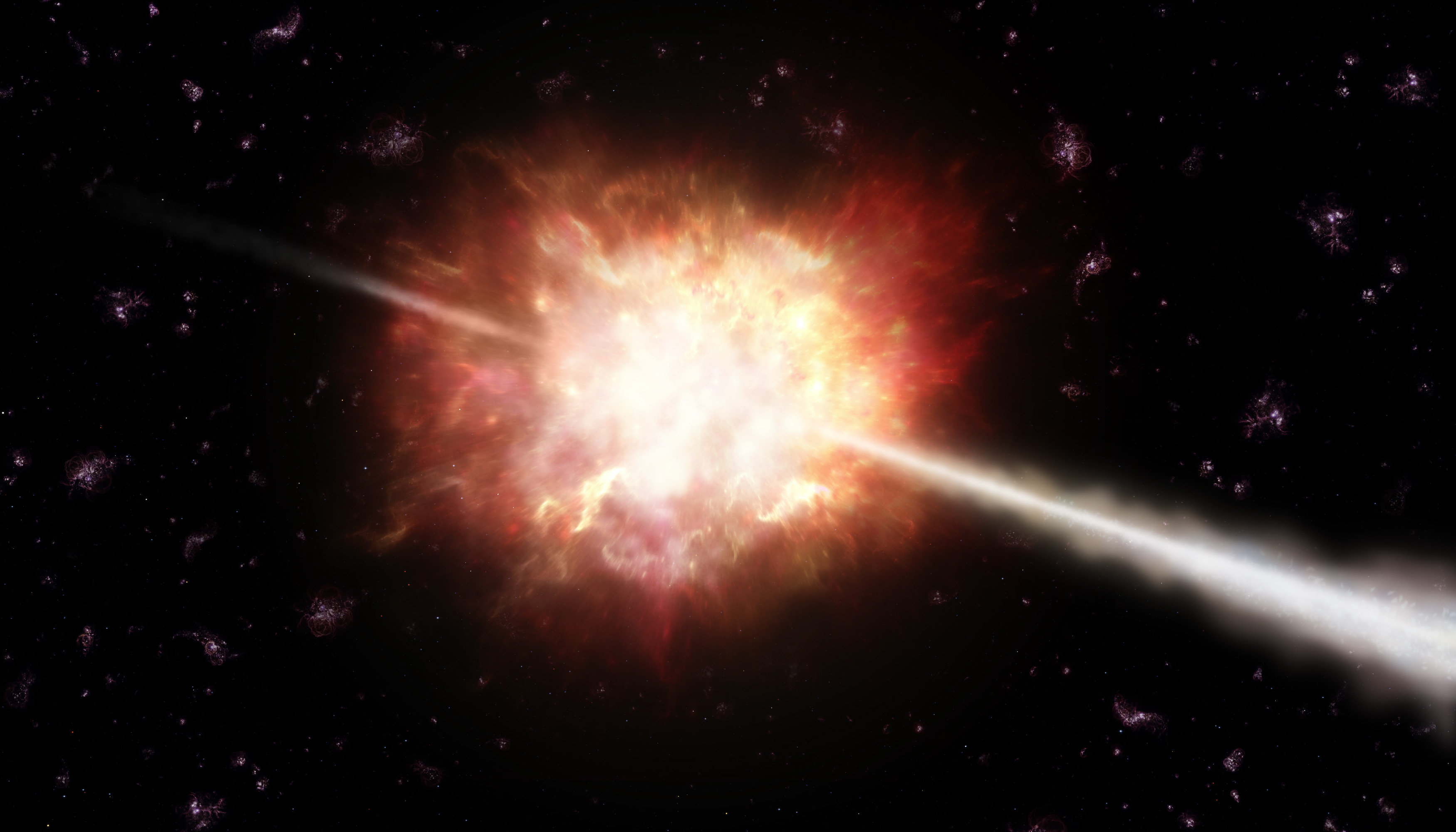
Immagine artistica di un GRB; il fascio di luce bianco rappresenta la radiazione gamma collimata

Il fatto che i lampi gamma siano collimati suggerisce che il numero di tali eventi nell'universo sia maggiore del valore che stimiamo dalle nostre osservazioni, anche tenendo conto del limite di sensibilità dei nostri rilevatori. Ciò accade perché la maggior parte dei getti "mancherà" la Terra e non sarà mai vista; solo una piccola frazione del totale è casualmente puntata in direzione del nostro pianeta in un modo tale da permetterci di rilevarla come lampo gamma. Anche con queste considerazioni, il tasso di comparsa dei lampi gamma è molto piccolo - circa uno per galassia ogni 100 000 anni. È solo grazie al fatto che i lampi gamma siano così luminosi che ci permette di rilevarli regolarmente a dispetto della loro rarità. Se il getto è diretto verso la Terra, possiamo rilevare i lampi gamma più luminosi senza che la distanza costituisca un ostacolo. Il più lontano GRB per il quale si sia riusciti a misurare la distanza spettroscopicamente è GRB 090423 che è esploso 500 milioni di anni dopo il Big Bang. Tuttavia, se il modello a due getti proposto da Racusin et al. nel 2008 per spiegare l'estrema luminosità del GRB 080319B venisse confermato per tutti o la maggior parte dei GRB, seguirebbe che la frequenza dei lampi sia qualche ordine di grandezza superiore rispetto a quanto stimato.
Il modello standard che prevede un grado di collimazione dei jets dei GRB sembra rispondere efficacemente sia al problema energetico, legato alla difficoltà di spiegare l'emissione di energie pari o superiori a 1047 J in pochi secondi o minuti per qualsiasi oggetto stellare, sia al problema dei jet breaks. Tuttavia, gli afterglow di alcuni GRB non sembrano mostrare quei jet breaks che appaiono favorirlo. Ciò potrebbe essere spiegato con una bassa collimazione dei jets o una sua totale assenza. Se ciò fosse vero, l'energia isotropica coinciderebbe con l'energia emessa dal lampo gamma. Per i GRB a bassa luminosità (Eiso ~ 1043 J) il problema energetico non è invocato; per quelli ad elevata luminosità sembra necessario giustificare energie che si approssimano ai più alti valori invocati per i GRB più energetici, e ciò pone un problema relativo alla natura del "motore interno" che innesca il GRB.

### Magnetar o buco nero: l'energia determina il motore interno
Il grande quantitativo di energia, collimata o meno, sprigionato da un GRB, aiuta a determinare la natura del "motore interno" che la produce. Al collasso gravitazionale di una stella massiccia segue la formazione di una stella di neutroni rotante o di una magnetar se il campo magnetico è particolarmente intenso o, in alternativa, di un buco nero; in quest'ultimo caso, si parla di collapsar. Le magnetar possiedono una grande energia rotazionale (Erot), potendo ruotare fino a 1000 volte al secondo, ed inoltre possiedono i più potenti campi magnetici conosciuti (∼1013-15 Gauss). È stato calcolato che una magnetar "millisecondo" con ~1015 Gauss possiede Erot fino a ~3×1045 J; pertanto, ogni lampo gamma con energia reale prossima o superiore a quel valore non potrebbe essere innescato da una magnetar, bensì dall’energia rotazionale di un buco nero. Inoltre, poiché la massima energia rotazionale di una stella di neutroni coincide approssimativamente con l'energia cinetica media di una ipernova (~1045 J), è stato proposto che tutti i GRB associati a supernove (GRB-SN) siano innescati proprio da questo tipo di oggetto estremo; d'altro canto, GRB con valore energetico pari o superiore a 1045 J non sembrano essere associati a supernove luminose, e ciò rafforzerebbe l'ipotesi che questi ultimi siano innescati da "collapsar" propriamente dette, ove un buco nero appena formato impedisce l'espansione degli strati esterni della stella tipica di una supernova. Per i GRB lunghi con grado di collimazione basso o assente, un buco nero rotante di Kerr-Newman con immensi campi vettoriali neutri, ove i fotoni acquistano massa e momento angolare in un fortissimo campo gravitazionale, può estrarre energie fino a 1047-48 J, risultando congeniale per spiegare Eo con tali valori.

## Classificazione: GRB corti, lunghi e ultra-lunghi

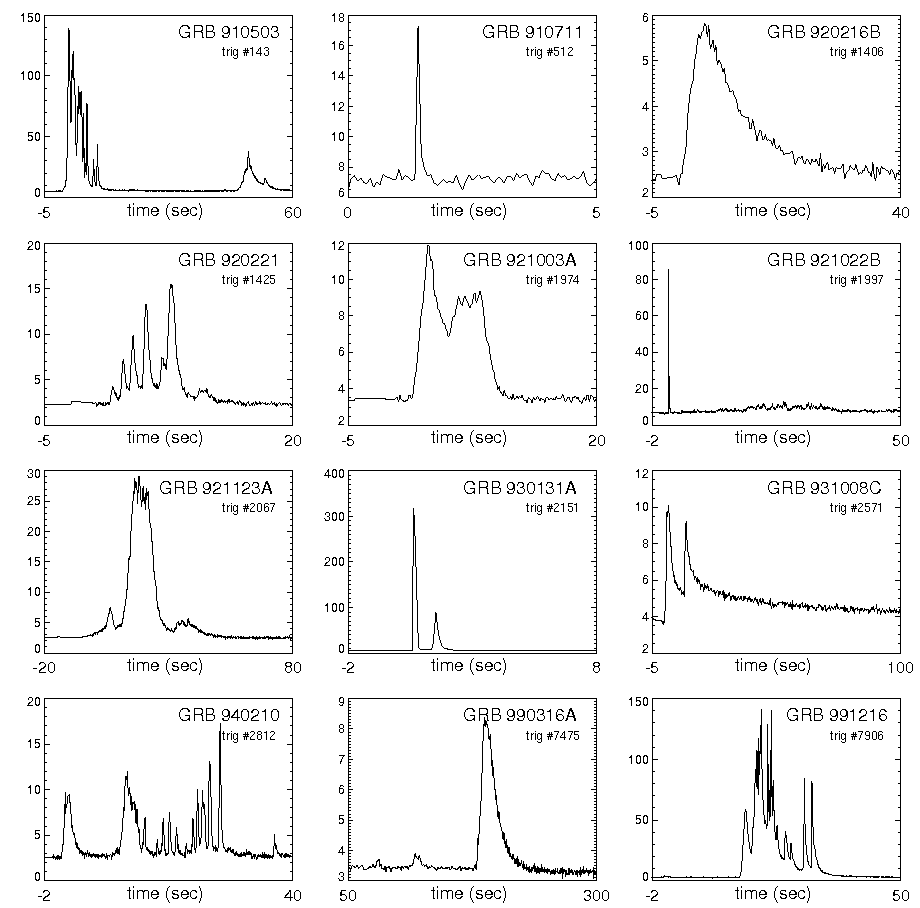
Curve di luce di 12 GRB rilevati da BATSE, una missione NASA affiancata al Compton Gamma Ray Observatory; si constatano le differenze notevoli tra le diverse curve di luce.

Le curve di luce dei lampi gamma sono estremamente diverse e complesse. Non esistono due curve di luce di GRB identiche, con grandi variazioni osservate in ogni proprietà del fenomeno: nella durata (dai millisecondi alle decine di minuti), nella presenza dell'emissione di un singolo picco o tanti singoli picchi, che possono essere simmetrici oppure con schiarimento rapido e lento decadimento. Alcuni GRB sono preceduti da un fenomeno "precursore", ovvero una debole emissione seguita, dopo secondi o persino minuti, dal lampo propriamente detto. Le curve di luce di alcuni eventi GRB si manifestano poi con dei profili che sfuggono ad ogni classificazione.
Sebbene dei modelli semplificati possono riprodurre approssimativamente alcune curve di luce, pochi sono i progressi fatti nella comprensione della complessità constatata. Molti schemi di classificazione sono stati proposti, spesso basati soltanto sulle differenze manifestate nelle curve di luce, potrebbero non tenere conto della natura fisica del progenitore, un aspetto altrettanto fondamentale. Ciononostante, sono stati effettuati tentativi di classificazione del fenomeno ed è stato evinto che un grande numero di GRB mostra una certa distribuzione bimodale con due popolazioni principali: una popolazione di tipo "breve" con una durata media di 0,3 secondi, e una di tipo "lungo" con una durata media di circa 30 secondi. Sono state proposte ulteriori classi tanto per motivi teorici quanto sulle osservazioni rilevate.

### Lampi gamma corti
Sono short gamma-ray bursts quei lampi gamma che durano meno di 2 secondi. Rappresentano circa il 30% delle rilevazioni totali, e fino al 2005 erano ancora coperti da un alone di mistero in quanto nessun afterglow era mai stato rilevato con successo e le origini di tali fenomeni erano praticamente sconosciute. Ma da allora sono stati rilevati e localizzati molti afterglow di GRB di questo tipo, e sono stati associati con successo a galassie ellittiche o regioni con formazione stellare bassa o assente, oppure a regioni centrali di ammassi di galassie. Ciò dovrebbe favorire l'ipotesi di due "progenitori" distinti per i lampi corti e lunghi, per cui non è possibile associare stelle massicce ai primi; inoltre, i GRB corti non mai stati collegati a supernove.
Fin dal 2007 apparve l'ipotesi della kilonova, ovvero della fusione tra due stelle di neutroni in un sistema binario, o tra una stella di neutroni e un buco nero, quale meccanismo per spiegare i lampi gamma brevi. Nel 2013 furono evinte evidenze di kilonova associata ad un lampo gamma breve, il GRB 130603B. La conferma delle kilonove quale fonte di short gamma-ray bursts fu rinvenuta con successo nel 2017 quando, alle onde gravitazionali prodotte da una fusione di due stelle di neutroni nota come GW170817 seguì, dopo 1,7 secondi, il GRB 170817A.
Lampi gamma brevi potrebbero essere inoltre innescati dai cosiddetti soft gamma repeater (SGR), ovvero da stelle compatte, quali stelle di neutroni o magnetar dotati di una superficie solida; le loro caratteristiche estreme (in particolare una massa immensa compressa in astri di non più di qualche decina di km di diametro, unita a campi magnetici che non hanno eguali, nell'ordine dei ∼109-11 tesla, ∼1013-15 Gauss) le possono rendere soggetti a veri e propri terremoti stellari o "stellamoti", con rilascio di energie immense nello spazio: il SGR 1806-04, il più potente mai rilevato, sprigionò, in appena un decimo di secondo, l'energia emessa dal Sole in 150 000 anni, pari a ~2×1039 J. Se un tale rilascio di energia fosse avvenuto entro 10 anni luce dalla Terra, gran parte dello strato di ozono sarebbe stato spazzato con probabile estinzione di massa. Inoltre, sono sempre più forti le evidenze di lampi gamma brevi prodotti da soft gamma repeater extra-galattici; al 2021 sono stati individuati tre probabili GRB associati a SGR al di fuori della Via Lattea, GRB 051103 (M81/M82), GRB 070201 (Andromeda) e GRB 200415A (Galassia dello Scultore), rilevato il 15 Aprile 2020. Il SGR associato al GRB 051103, con un superflare o "starquake" di energia pari a ~7×1039 J, dovrebbe superare SGR 1806-20 come il più potente conosciuto. È da precisare che questi improvvisi e repentini rilasci di energia da parte di tali stelle compatte non sono short GRB in senso stretto, emessi da collisioni tra stelle di neutroni, e una stella di neutroni e un buco nero, ma le radiazioni nello spettro gamma sono tali da denominarle GRB in senso esteso.
I GRB corti, sebbene anche loro di origine extragalattica, a parte eventi provenienti da soft gamma repeater, sembrano provenire da galassie caratterizzate da spostamenti verso il rosso inferiori, quindi più vicine, rispetto a quanto osservato per i GRB lunghi. La ragione di questo comportamento è semplice: sono intrinsecamente meno luminosi dei GRB lunghi e quindi possono essere scoperti solo in galassie più vicine. Inoltre appaiono generalmente meno collimati - o non collimati affatto in alcuni casi - ed intrinsecamente meno energetici dei loro omologhi più lunghi con Eiso pari a 1042-1045 J, anche se raramente possono raggiungere i 1046 J. Sono probabilmente più frequenti nell'universo, sebbene siano stati osservati più raramente.

### Lampi gamma lunghi
La maggior parte degli eventi osservati (ben il 70%) esibiscono una durata superiore a 2 secondi e, pertanto, sono classificati come GRB lunghi. Poiché i long gamma-ray bursts costituiscono la maggior parte delle rilevazioni e tendono ad avere un afterglow più luminoso, sono stati oggetto di studi doviziosi, molto più di quanto si sia fatto per i GRB corti. Quasi tutti i lampi gamma lunghi studiati approfonditamente sono stati osservati in galassie caratterizzate da un’alta formazione stellare e nella maggior parte dei casi sono stati trovati associati a supernovae “core-collapse” (collasso del nucleo) di Tipo Ib/c; sono associati a queste supernovae, in particolare, le stelle di Wolf-Rayet, tra le più massicce conosciute. La prima associazione inequivocabile di un GRB lungo ad una supernova è relativa al GRB 980425, associato alla supernova SN 1998bw. Altre supernove di tipo Ib/c (ipernove) associate inequivocabilmente a GRB lunghi sono GRB 030329/ SN 2003dh e GRB 031203/SN 2003lw. Ciò ha fatto sì che i GRB lunghi siano indiscutibilmente legati alla morte di stelle massicce. Che tutti i lampi associati a supernove (SN-GRB) siano stati rilevati a distanze relativamente ravvicinate rispetto alle controparti che ne appaiono privi potrebbe essere spiegato, se il modello della collapsar è autentico, con la distanza cosmologica, che impedisce il rilevamento della supernova, oppure col collasso diretto della stella in un buco nero, che preclude la supernova stessa.
I GRB lunghi sono ben più potenti dei loro corrispettivi corti: anche se collimata in due getti, la loro energia reale resta immensa, in genere pari a 1044 J - equivalente a quella di una supernova di media potenza nello spettro visibile - con i più energetici che raggiungono almeno un ordine di grandezza superiore a 1045 J e i sub-energetici inferiore a 1041-1043 J. La Eiso dei più energetici è, invece, pari a 1047-1048 J per le stelle odierne (I-II) e di 1048-1050 J per le stelle più antiche ipotizzate (III) se si assume il modello della collapsar; la scoperta di GRB con tale Eiso ad un elevato redshift (z=20) potrebbe essere addotta come evidenza della loro esistenza.

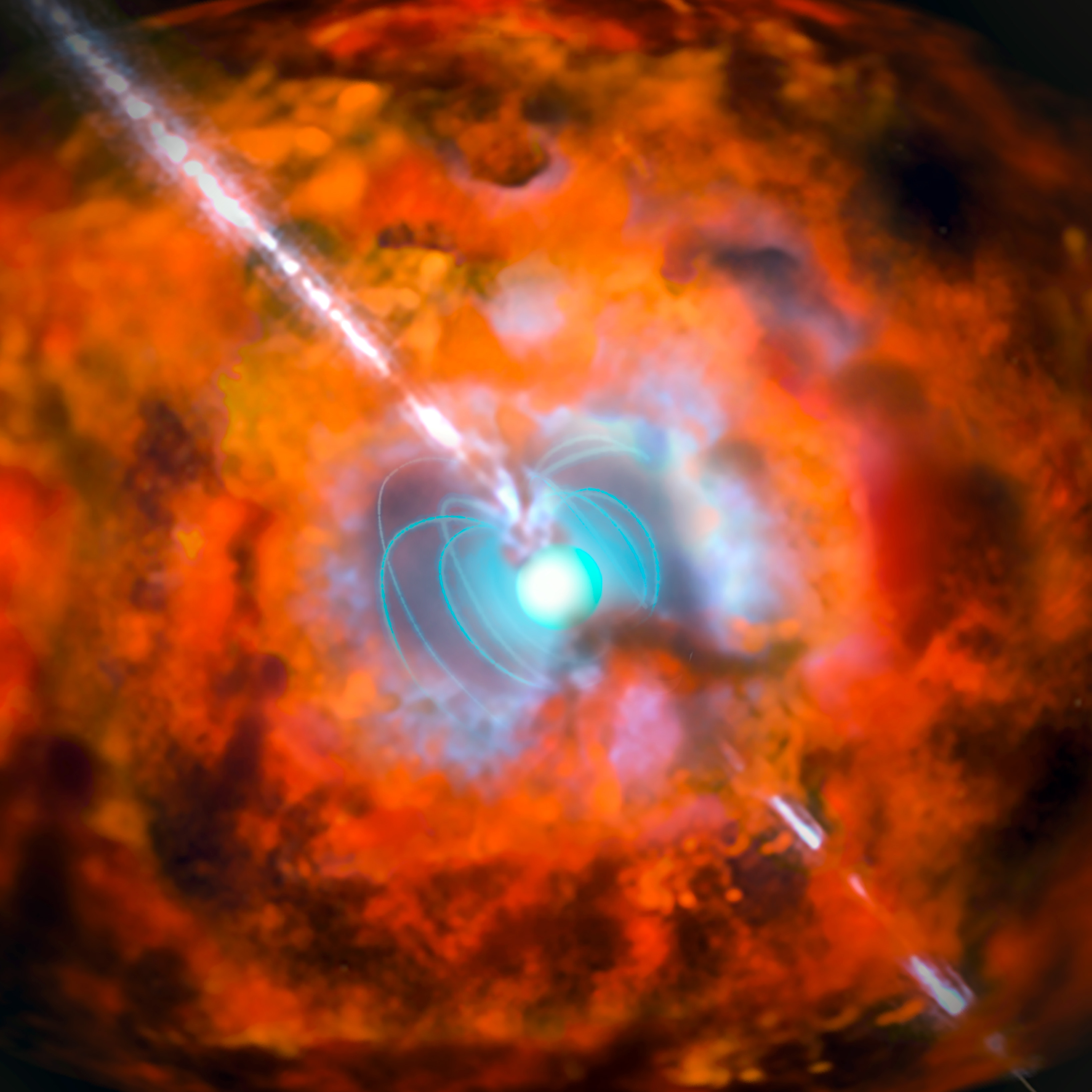
Rappresentazione artistica di un lampo gamma innescato da una magnetar, ritenuta come possibile progenitore di GRB lunghi o ultra-lunghi.

### Lampi gamma ultra-lunghi
Sono eventi molto rari, dalla durata di oltre 10 000 secondi. Gli ultra-long gamma-ray bursts sono stati proposti come terza classe dopo l'osservazione, nel 2011, del GRB 11209A, di cui venne evinta una durata superiore a ben 7 ore. Diversi i meccanismi o progenitori proposti all'origine di tale nuova popolazione di GRB: il collasso di supergiganti blu, eventi di distruzione mareale, la nascita di magnetar. Ne è stato identificato solo un piccolo numero, di cui la caratteristica tipica è proprio l'enorme durata constata. Accanto al GRB 111209A, prototipo di questa nuova classe, è fondamentale anche il GRB 101225A. Il basso tasso di rilevamenti potrebbe essere legato alla bassa sensibilità dei rilevatori attuali ad eventi di siffatta durata, piuttosto che alla loro reale frequenza. Al netto di tali considerazioni, non esiste consensus scientifico sull'elaborazione di questa nuova classe di GRB: sono necessarie osservazioni su più lunghezze d'onda dello spettro elettromagnetico e finora si è rivelata inconcludente l'identificazione di un progenitore caratteristico di questa nuova popolazione di GRB. Per il GRB 11209A, modello di riferimento di un'eventuale classe di GRB ultra-lunghi, è stato proposto recentemente come "motore interno" del lampo una magnetar supermassiccia che collassa direttamente in un buco nero a sua volta.
Lampi gamma "ultra-lunghi" (pur senza una propria classificazione), con durata tra 1 000 e 10 000 secondi ed oltre, se dovessero essere rilevati a distanze cosmologiche con redshift pari a z=20, possono essere un indizio dell'esistenza delle stelle di popolazione III.

## Progenitori e motore interno: cosa provoca un GRB?
Per decenni, non si è saputo quasi nulla sui lampi gamma: ne erano sconosciute le origini e la distribuzione, spaziale e statistica. I lampi gamma stessi mostravano una grande varietà: potevano durare da una frazione di secondo a diversi minuti, presentavano una grande varietà di spettri, che non assomigliavano a nulla di quanto allora conosciuto. Non può sorprendere che la mancanza di limiti osservativi portò ad una profusione di teorie: evaporazione dei buchi neri, brillamenti magnetici su nane bianche, accrescimento di stelle di neutroni, accrescimento di antimateria, tipi esotici di supernovae e rapida dissipazione dell'energia di rotazione di un buco nero supermassiccio (per fornire solo alcuni esempi).
Da allora la situazione è molto più chiara. È abbastanza sicuro che ci sono almeno due tipologie differenti di progenitori (o cause) dei lampi gamma: una responsabile delle emissioni di lunga durata e spettro soft (lampi gamma lunghi) e una responsabile delle emissioni di corta durata e spettro hard (lampi gamma corti).
Si teorizza che progenitori dei lampi lunghi siano dovuti al collasso dei nuclei di stelle massicce, a bassa metallicità; sono chiamate in causa, in particolare, le stelle di Wolf-Rayet, alla cui morte è associato il fenomeno dell'ipernova o collapsar. Se la stella progenitrice ruotava molto rapidamente, per la conservazione del momento angolare, lo farà anche l'oggetto collassato risultante. Quindi, dopo la formazione della stella di neutroni o del buco nero, il materiale collassato residuo non accresce direttamente sulla stella di neutroni o sul buco nero, ma a causa della sua rotazione (e a fenomeni di frizione interna del gas), formerà un disco di accrescimento rotante attorno all'astro. Successivamente, il gas cadrà dal disco sulla superficie della magnetar o nel buco nero. Nel caso di un buco nero rotante (Buco Nero di Kerr) l'energia rotazionale è enorme, corrispondente a circa il 40% della sua energia a riposo (Mc2). Come si formino i getti che fuoriescono dai poli dell'astro è un fenomeno ancora non compreso nei dettagli, tuttavia è molto probabile che nel processo di estrazione dell'energia siano coinvolte distorsioni dei campi magnetici (modello Blandford-Znajek) e/o dello spazio-tempo (modello Penrose), causati dall'accrescimento e dall'elevata velocità di rotazione; il risultato è il prorompere di due potenti getti relativistici dai poli del "motore interno" che attraversano tutto l'astro ed erompono verso l'esterno. Esistono due modelli principali per spiegare la fenomenologia dei GRB: il modello "fireball" e il modello dell'ipernova binaria (BdHN). Il modello classico per spiegarli è il modello "fireball"; in alternativa, è proposto quello più recente dell'ipernova binaria (BdHN) che vede protagonista dei GRB lunghi un sistema binario con una stella di neutroni ed un buco nero (BdHN di tipo I) o due stelle di neutroni (BdHN di tipo II), sviluppato entro il quadro dell'opposto modello "fireshell". I progenitori dei lampi corti sono stati identificati sin dal 2007 nel fenomeno della kilonova, prodotto dalla collisione di due stelle di neutroni o di una stella di neutroni ed un buco nero, ma evidenze forti sono giunte solo nel 2013 con il GRB 130603B, confermate nel 2017 con il GRB 170817A.
Il modello BdHN unifica i progenitori per entrambe le classi di GRB, ma mentre per gli short gamma-ray burst il meccanismo è quello dell'interazione gravitazionale tra i due oggetti che poi ne produce la fusione (kilonova), per i long gamma-ray burst è rappresentato, oltre che dalla gravità, anche dall'accrescimento ipercritico di massa degli astri e dalla loro distanza orbitale.

## I principali modelli: "fireball" e "fireshell"

### Il modello tradizionale a "palla di fuoco" o "fireball"
Il modello a "palla di fuoco" o "fireball" è quello classico sul fenomeno dei lampi gamma. Esso cerca di spiegare contemporaneamente diversi elementi quali:
- le immani energie rilasciate (1044-1047 J);
- le potenti radiazioni visibili in tutto lo spettro elettromagnetico;
- la loro variazione su scale differenti: dai pochi millisecondi dei lampi gamma brevi agli oltre 2 secondi, minuti e persino ore (GRB 11209A) dei lampi gamma lunghi.

Il modello quindi si mostra come versatile, potendo coniugare i diversi elementi.
Esso prevede un motore interno estremo e due tipi di "onde d'urto": onde d'urto interne (internal shock waves) che causano il lampo gamma in senso stretto rilevato nello spettro gamma, e onde d'urto esterne (external shock waves) che spiegano il bagliore residuale (afterglow) a lunghezze d'onda progressivamente inferiori, finanche quelle visibili. La fase compresa tra il collasso gravitazionale della stella e quella degli shock esterni è nota come prompt, ed è quella maggiormente energetica. Il nome del modello (fireball) suggerisce che il lampo gamma si verifica in una palla di fuoco di energia ultra-relativistica, prodotta dal meccanismo di annichilazione elettrone-positrone che produce i fotoni che alimentano la "fireball", costituita da pochissimi barioni. In sostanza, durante il lampo, il motore interno rimane inosservabile a causa dello spessore ottico e della mancanza di un profilo termico dovuto alla compattezza del motore interno, finché l'energia della palla di fuoco (1046-47 J in una regione di una decina di km) non è convertita in energia cinetica tramite shocks; gli shock interni causano il GRB rilevabile e gli shock esterni formano il bagliore (afterglow) residuo.

#### Il motore interno
La natura del "motore interno" è assolutamente fondamentale. Per poter generare tali energie, esso deve essere un oggetto estremo ed estremamente denso, in grado di proiettare materia a velocità relativistiche, e ciò porta ad identificarlo in stelle di neutroni (compresa la variante ancora più estrema della magnetar) e buchi neri. Il modello è abbastanza versatile perché con esso è possibile spiegare tanto i lampi gamma brevi (short gamma ray bursts), prodotti dalla collisione di stelle di neutroni (NS-NS) o una stella di neutroni e un buco nero (NS-BN), quanto i lampi gamma lunghi (long gamma ray bursts), prodotti dal collasso gravitazionale di stelle massicce (in particolare stelle di Wolf-Rayet) e associati al fenomeno delle ipernove-collapsar.

#### Le onde d'urto interne
Sono il meccanismo che produce i potenti raggi gamma associati al lampo. Esse sono spedite dal motore interno a velocità relativistiche (~99% della velocità della luce), promanando dalla palla di fuoco e fuoriuscendovi in forma di getti collimati, che possiedono solo frazioni (1043-45 J) dell'energia totale della "fireball"; onde d'urto multiple di questo tipo, a velocità relativistiche differenti, e loro interazione, convertono l'energia cinetica in raggi gamma ad alta energia che poi si identificano col lampo gamma in senso stretto. L'interazione delle onde d'urto interne produce radiazione di sincrotone ed Effetto Compton.

#### Le onde d'urto esterne

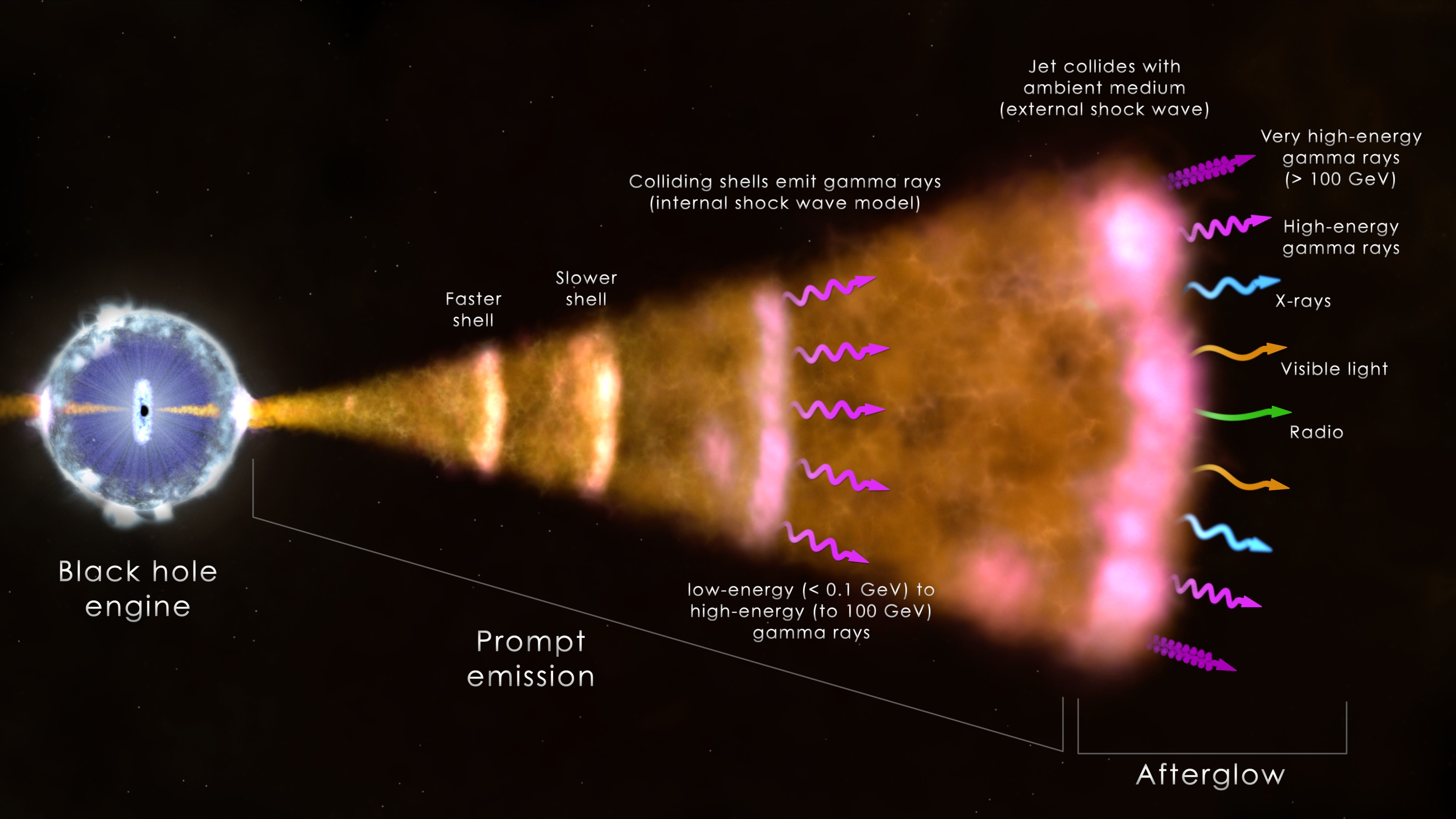
Schema del modello "fireball"

Esse spiegherebbero il bagliore (afterglow) visibile nelle diverse lunghezze d'onda (raggi x, spettro visibile, infrarossi e radio) osservato per la prima volta da BeppoSAX nel 1997. Non sono un ulteriore tipo di shock, ma gli stessi shock interni intesi come progressivamente indeboliti nel tempo e nello spazio mentre si allontanano dal motore interno. La corsa degli shock verso l'esterno fa sì che interagiscano con il mezzo interstellare circostante; essi rallentano e sarebbe proprio questo fenomeno ad innescare l'afterglow osservato nelle diverse lunghezze d'onda. Nonostante siano indeboliti, gli shock sono ancora talmente energetici da generare, attraverso emissione termica causata dall'interazione con gas, nubi molecolari e polvere interstellare, bagliori (afterglow) lunghi e potenti.

### Un nuovo paradigma per i GRB: il modello fireshell e BdHN
Quello che prevede una stella massiccia all'origine dei GRB lunghi è il modello tradizionale, ma alcune ricerche ne modificano nettamente il paradigma prevedendo un sistema binario alla base anche dei GRB lunghi e non più un oggetto soltanto, rappresentato da una stella di grande massa.
Alcune critiche sollevate verso il modello classico associato al fenomeno della collapsar ne sono all'origine; tra le critiche più importanti si rammentino:
- il modello classico non spiegherebbe la reale eziologia del fenomeno dei GRB, bensì solo le conseguenze;
- la difficoltà di emissione di un getto relativistico associato al lampo gamma in assenza di un buco nero, assumendo che una supernova produce la distruzione totale della stella o una stella di neutroni, ma non un buco nero;
- l'associazione della rimozione di massa da una stella massiccia, che manca di idrogeno ed elio prima del fenomeno della supernova, ad un'evoluzione univoca di una singola stella piuttosto che all'interazione gravitazionale di una compagna;
- l'osservazione dell'afterglow nello spettro radio a velocità mediamente relativistiche implicherebbe la confutazione di un fenomeno interamente ultrarelativistico, dal prompt all'afterglow, previsto nel modello classico;
- la diversità energetica tra le supernove (in media ~1042-1044 J) e i lampi gamma (1044-1047 J in Eiso);
- la polarizzazione del vuoto in un buco nero di Kerr è capace di sprigionare energie confrontabili a quelle isotropiche (Eiso) dei più potenti lampi gamma (~1047 J]), anche senza disco di accrescimento e, dunque, senza invocare il classico problema energetico;
- l'emissione sarebbe isotropica o comunque con angoli ben più ampi di quelli previsti nel modello tradizionale, espandendosi come "fireshell" piuttosto che come "fireball" da cui promana il jet nel modello classico;
- la presenza universale (per tutti o la maggior parte dei GRB) del "jet break" acromatico, che suffragherebbe la forma geometrica del jet, non è constata o viene rilevata tardi, persino dopo giorni, e non in tutte le lunghezze d'onda, soprattutto nell'ottico;
- la maggior parte delle stelle massicce nasce ed evolve in sistemi binari.

Questi ed altri problemi hanno indotto all'elaborazione di un nuovo modello, il "fireshell". Esso implica una fenomenologia ben più complessa che nel modello "fireball". Il collasso gravitazionale in un buco nero rotante produce un campo elettromagnetico ipercritico che alimenta il GRB attraverso la polarizzazione del vuoto, risultando nella creazione di coppie elettrone-positrone che si annichiliscono entro un guscio di plasma sferico, il "fireshell", il quale auto-accelera fino a velocità relativistiche secondo le equazioni relativistiche della fluidodinamica. Il guscio di plasma è in equilibrio termico e tale condizione è mantenuta fino al raggiungimento della trasparenza. Il "fireshell" prosegue l'auto-accelerazione in seguito alla collisione con la materia barionica che circonda il buco nero finché non sarà raggiunta la trasparenza; allora sarà emesso un flash di radiazione, detto Proper-GRB (P-GRB), coincidente con l'emissione del lampo propriamente detto: è la fase del prompt. L'espansione del "fireshell" di plasma e materia barionica provoca il contatto col materiale interstellare, ma anche con il materiale ad alta velocità emesso dalla supernova iniziale (ejecta), risultando nell'afterglow; l'osservazione dell'emissione termica nello spettro radio con "flare iniziali" seguiti da una fase di "plateau" nei GRB rilevati da Swift-XRT (X-Ray Telescope a bordo dello SWIFT), implica un'espansione dell'afterglow a velocità mediamente relativistiche, denominato "flare–plateau–afterglow” (FPA). Questo è del tutto divergente dal modello tradizionale, che prevede una fenomenologia interamente relativistica (dal prompt all'afterglow), ed è uno degli aspetti più importanti del modello: a causa della collisione con l'ejecta della supernova, la simmetria del "fireshell" è spezzata e l'energia totale del GRB (Eiso=Eprompt+EFPA) è assorbita parzialmente dal materiale della supernova, producendo una più debole e "piatta" fase di afterglow (FPA) con energia inferiore (EFPA) rispetto al totale; di conseguenza, la velocità risulta ridotta. È interessante evincere come una maggiore Eiso implichi una minore EFPA, e viceversa, con una percentuale di differenza tra il 2% e il 20%. Questi "flare" nello spettro X sono osservati solo nei sistemi binari BdHNe (Binary Driven HyperNova) in senso stretto; composti da un nucleo di carbonio-ossigeno (CO) e una stella di neutroni compagna, sono il prototipo dei lampi gamma lunghi binari che si inquadrano nel modello "fireshell".
Entro il "fireshell", elaborato negli anni principalmente dagli scienziati dell'ICRANet (International Center for Relativistic Astrophysics, diretto dallo scienziato italiano Remo Ruffini), è stato sviluppato infatti il paradigma dell'anzidetta Binary Driven HyperNova (BdHN) o ipernova binaria, che ne è un'evoluzione. Questo nuovo scenario rafforza lo schema binario previsto per i GRB in contrapposizione a quello classico, che vede tutta l'emissione concentrata in un getto relativistico originato da un buco nero rotante proveniente da una singola stella massiccia. Esso è estremamente versatile, potendo spiegare anche i GRB corti emessi dalla collisione di oggetti compatti in molteplici classi di sistemi binari: non solo di stelle di neutroni e buchi neri, ma persino nane bianche; a tal proposito, sono state individuate ben 9 classi di sistemi binari. Anche nel caso dei lampi gamma lunghi, secondo il modello, è all'opera un sistema binario, dove i GRB non sono provocati da una collisione, bensì dall'interazione gravitazionale tra una stella di carbonio-ossigeno (CO) e una stella di neutroni (NS). Il collasso gravitazionale della stella CO produce una esplosione di supernova di tipo Ib/c che espelle violentemente gli strati esterni dando vita, al contempo, ad una seconda stella di neutroni. Il materiale proiettato ad alta velocità dalla supernova avvia un processo di accrescimento sulla stella di neutroni compagna che sarà destinata ad un collasso a sua volta (Induced Gravitational Collapse).

#### BdHN di tipo I
Se la distanza tra le componenti del sistema binario è sufficientemente piccola, l’accrescimento avviene in modo “ipercritico” e la stella di neutroni può raggiungere la massa critica per collassare in un buco nero. Questi sistemi che formano una stella di neutroni e un buco nero rilasciano energia pari a 1045-1047 J di Eiso (energia isotropica) e sono chiamati BdHN di tipo I.

#### BdHN di tipo II
Viceversa, se la distanza tra le componenti iniziali, cioè tra la stella di carbonio-ossigeno e la stella di neutroni, è troppo grande, l’accrescimento non arriva ad essere ipercritico e la stella di neutroni compagna, pur “acquistando” massa, non riuscirà ad innescare il collasso gravitazionale in buco nero. Il risultato sarà la formazione di una NS particolarmente massiccia, detta supermassiccia. Questi sistemi costituiti da due stelle di neutroni vengono denominati BdHN di tipo II e rilasciano una Eiso minore di 1045 J, inferiore a quella di tipo I.

#### Morfologia dei BdHN di tipo I ed emissione fotonica
Il "motore interno" rappresentato da un buco nero rotante (buco nero di Kerr) con campo magnetico allineato all'asse di rotazione darebbe origine - tramite radiazione di sincrotrone - all'emissione in MeV, GeV; l'emissione in TeV è stata osservata finora soltanto nel GRB 190114C, nel GRB 190829A e nel GRB 221009A, che raggiunge il record dei 18 TeV, mentre l'interazione del "fireshell" di plasma con la supernova iniziale in presenza di barioni spiegherebbe i flare iniziali della fase FPA; la nuova stella di neutroni post-supernova (vNS), a sua volta, tramite radiazione di sincrotrone, accelererebbe a velocità relativistiche elettroni nel materiale della supernova in presenza di un forte campo magnetico, originando la fase più piatta e tarda nello spettro X. La supernova iniziale, di tipo Ib/c (SN), che innesca il BdHN di tipo I, ormai divenuta ipernova (HN) a causa del trasferimento di energia del "fireshell" di plasma al materiale della SN stessa che viene surriscaldato ed accelerato a velocità quasi relativistiche, infine, sarebbe visibile nello spettro ottico a causa del rilascio di energia dovuto al decadimento del nichel.
Questo lo schema generale, ma l'osservazione del GRB 190114C, il primo nell'ordine dei TeV, fin dalla supernova iniziale, ritenuta alla base dell'eziologia del fenomeno dei lampi gamma, con una buona analisi complessiva del fenomeno, ed inoltre la constatazione di un'assenza di emissione fotonica nell'ordine dei GeV e dei TeV in alcuni BdHN di tipo I, hanno indotto gli scienziati dell'ICRANet ad un arricchimento ulteriore dello schema dei BdHN di tipo I, fondamento dell'intero paradigma binario ed in effetti la classe individuata più numerosa. Tutta la fenomenologia dei BdHN di tipo I, eccetto la supernova iniziale (SN), sarebbe innescata da uno stesso fenomeno: la formazione di un buco nero. Da essa promana la fase UPE (ultra-relativistic prompt emission), ovvero il GRB in senso stretto a velocità relativistiche, la fase FPA mediamente relativistica e l'emissione termica estesa (ETE), che segnalerebbe la transizione, per la prima volta rilevata nel GRB 151027A, della supernova (SN) in ipernova (HN) a causa dell'impatto del "fireshell" col materiale della SN che si surriscalda ed accelera a velocità quasi relativistiche; la HN sarebbe infine rilevata nella banda ottica. I due picchi nelle curve di luce rilevati nelle due fasi principali dell'UPE ed FPA avrebbero spiegazione, rispettivamente, nella diretta formazione di un buco nero e nella conseguente produzione di una "cavità" con bassa densità barionica dovuta all'espansione del "fireshell" di plasma nel materiale della supernova iniziale (primo picco) con onde d'urto verso e di riflesso (secondo picco) dai "muri" della cavità trasparente alla radiazione che così lascia sfuggire i fotoni, e nella differente interazione barionica col guscio di plasma entro la supernova, con un numero di barioni prima minore (primo picco) e poi maggiore (secondo picco). Se l'evento principale, composto dalle fasi UPE ed FPA, compresa l'emissione fotonica, si manifesterebbe complessivamente in pochi minuti, la supernova iniziale di tipo Ib/c (SN), che innescherebbe l'intero fenomeno, ormai ipernova (HN), apparirebbe infine nella banda ottica giorni o perfino settimane dopo. In questo contesto, poiché le emissioni fotoniche provocate dalla formazione del buco nero non sono state osservate in tutti i BdHN di tipo I, è stata dedotta una "morfologia" del processo di emissione in GeV e persino TeV da parte di un buco nero di Kerr con campo magnetico B0 allineato all'asse di rotazione in un plasma tenue ma pienamente ionizzato di ioni ed elettroni: essa sarebbe osservabile all'interno di una regione conica di 60° se "vista dall'alto", mentre non lo sarebbe se vista al di fuori di tale regione conica con "allineamento" al sistema binario per la presenza del disco di accrescimento; l'emissione fotonica tramite sincrotrone non apparirebbe isotropica, bensì in funzione dell'angolo visuale rispetto all'asse di rotazione del buco nero, con una maggiore concentrazione energetica corrispondente ad un angolo minore, dai GeV per angoli estesi ai TeV per angoli molto piccoli, fino agli ultra-high energy cosmic ray (UHECR), raggi cosmici ad altissima energia in corrispondenza dei poli. L'afterglow nei raggi X è invece presente in tutti i BdHN di tipo I, indipendentemente dall'angolo visuale. Questa comprensione dettagliata permetterebbe di dedurre, dall'analisi dell'afterglow a raggi X, lo spin e il campo magnetico della νNS, cioè la stella di neutroni post-supernova. L'analisi dell'emissione in GeV (o in TeV) e la stima della loro energia rotazionale porterebbe, per la prima volta in circa cinquant'anni di osservazioni di GRB, a valutare direttamente e con precisione anche la massa e lo spin dei buchi neri, in particolare per 11 buchi neri, con valori che vanno da 2,3 a 8,9 masse solari e da 0,27 a 0,87, rispettivamente.

## Modelli alternativi
Il modello "fireball" nel quadro della collapsar è quello più favorito, seguito dal modello "fireshell" (e BdHN) in alternativa. Sono stati elaborati alcuni modelli secondari per interpretare la fenomenologia dei GRB: il modello "cannonball" e quello della "precessione".

### Modello cannonball
Esso è stato elaborato dagli scienziati Dar, De Rujula e Dado all'inizio del terzo millennio. Un lungo articolo del 2004 di A. Dar e A. De Rújula ne sintetizza gli aspetti principali. Esso ha in comune con il "fireball":
- Una stella progenitrice che produce una supernova;
- Un motore centrale compatto, circondato da disco di accrescimento;
- Un afterglow dovuto alla decelerazione del lampo;
- Materiale espulso a velocità relativistiche

Gli elementi propri di questo modello sono i seguenti:
1. Il materiale si espande come una "palla di cannone" (da qui il nome), ovvero senza un'espansione significativa, ma dalle dimensioni ridotte;
2. A causa dell'assenza di una grande espansione, il materiale espulso non viene proiettato direttamente verso la Terra. La linea di vista è solitamente al di fuori del cono esteso dalla palla di cannone, ma è ancora vicina alla direzione del movimento di massa. La geometria del sistema è più analoga a quella dei blazar o dei micro-quasar;
3. Il meccanismo di "propulsione" dei lampi è l'effetto Compton inverso, ove gli elettroni provengono dalla palla di cannone, mentre i fotoni bersaglio provengono dalla supernova o dalla luce emessa dal progenitore prima dell'esplosione;
4. Gli elettroni non accelerano attraverso shock interni, bensì attraverso collisioni massicce col materiale interstellare, giacché la "palla di cannone" si comporta come un corpo rigido, senza significativi shock interni.[165]

Il modello non gode di particolare credito scientifico. Ad esempio, è stato osservato che appare difficile spiegare velocità relativistiche senza ricorrere a potenti shock interni nella "palla di cannone", e che il modello prevede persistenti e rapide variazioni nelle curve di luce radio dei lampi; per il GRB 030329 sono state constatate, per contro, moderate variazioni con progressiva riduzione nei giorni successivi, fenomeno che ben si appresta ad essere spiegato con una "fireball" sottoposta a scintillazione per interazione interstellare.

### Precessione
In questo caso, giocherebbe un ruolo fondamentale la precessione del getto che prorompe dal motore centrale, ma l'assenza di segnali periodici o quasi, anche se rilevante, ne ridimensionerebbe la portata quale meccanismo di produzione dei lampi gamma.

## Frequenza e potenziali effetti sulla biosfera
I lampi gamma possono avere effetti nefasti per la vita sulla Terra. Considerando l'universo nel suo insieme, gli ambienti più sicuri per lo sviluppo e la sussistenza della vita biologica, almeno per quella di cui si ha diretta esperienza sulla Terra, sarebbero le regioni periferiche delle grandi galassie. E nemmeno di tutte: per quel che si sa, la vita, per come è conosciuta, può svilupparsi solo nel 10% di tutte le galassie. Infatti, galassie con z > 0,5 non dovrebbero essere adatte alla vita proprio a causa dell'alto tasso dei GRB.
Tutti i lampi gamma osservati fino ad oggi si sono verificati molto oltre la nostra galassia, e, pertanto, non hanno comportato conseguenze per la biosfera terrestre. Si suppone, però, che se un lampo gamma, la cui emissione di uno dei due fasci fosse diretta verso il pianeta, avvenisse nella Via Lattea entro 5 000-8 000 anni luce di distanza, gli effetti potrebbero essere devastanti per la vita. Attualmente, i satelliti in orbita rilevano ben un GRB al giorno. Il più vicino mai osservato fu il GRB 980425, con z=0,0085 (130 000 000 anni luce o 40 megaparsec) in una galassia nana di tipo SBc. Rilevato nel 1998, fu di gran lunga meno energetico della media dei lampi gamma e venne associato alla supernova SN 1998bw. Fu anche il primo evento di cui si ebbe evidenza di un'associazione tra un lampo gamma ed una supernova.
Stimare la frequenza dei GRB è difficile; per una galassia di dimensioni simili a quelle della Via Lattea ci si aspetta un GRB lungo ogni 10 000, 100 000 o persino 1 000 000 di anni. Per i GRB corti ci si aspetta un tasso di frequenza simile, anche se non vi sono certezze sul grado di collimazione. Se il modello a doppio getto proposto da Racusin et al. nel 2008 per il GRB 080916 venisse confermato per i GRB lunghi, le stime sulla frequenza potrebbero variare fino a 100 rispetto a quanto ne vengano rilevati da Terra.
Poiché i GRB sono con ogni probabilità delle esplosioni di raggi gamma che si manifestano come fasci sprigionati in due direzioni opposte, solamente i pianeti lungo la traiettoria di questi dovrebbero essere colpiti dal flusso di radiazioni gamma.
Le conseguenze di un GRB che colpisce la Terra da una distanza ravvicinata sono solo ipotetiche; ma è appurato che eventi fortemente energetici nella Galassia possono influenzare l'atmosfera della Terra.

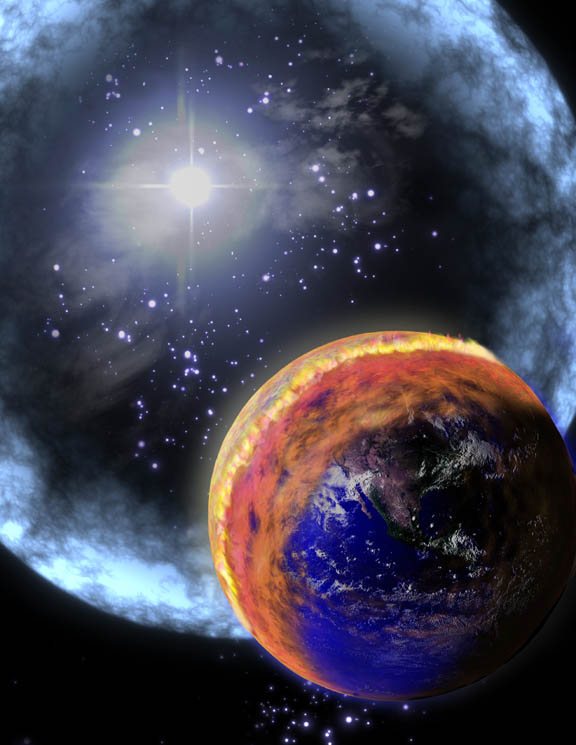
Immagine artistica di un GRB che colpisce la Terra spazzandone via l'atmosfera.

### Effetti sulla Terra
L'atmosfera terrestre è molto efficiente nell'assorbimento di radiazioni elettromagnetiche anche energetiche, come i raggi-x o gli stessi raggi gamma, che sono le più potenti forme di radiazione. Infatti, si sa che questo tipo di radiazioni di ogni tipo colpiscono il pianeta senza interruzione, naturalmente a livelli del tutto innocui per la vita.
Se un GRB si verificasse entro qualche migliaio di anni luce, la conseguenza più immediata sarebbe l'incremento di radiazione ultravioletta a livello del suolo fino a qualche decina di secondi. Ovviamente, di importanza fondamentale è la distanza del lampo, ma sembra improbabile che possa innescare un effetto catastrofico per tutta la vita sulla Terra.
Gli effetti a lungo termine potrebbero essere peggiori. I raggi gamma causano reazioni chimiche nell'atmosfera coinvolgendone ossigeno e azoto; il risultato è la produzione di varie sostanze di ossido di azoto. Esse causerebbero effetti pericolosi su tre livelli.
1. Innanzitutto, ridurrebbero l'ozono, e modelli ne mostrano un decremento a livello globale del 25%-35%, con punte del 75%; l'effetto durerebbe per anni. La conseguenza sarebbe un flusso potente e duraturo di radiazione ultravioletta solare.
2. In secondo luogo, i diossidi di azoto causerebbero smog fotochimico, che oscurerebbe i cieli, bloccando la luce solare. È chiaro che la fotosintesi ne sarebbe compromessa, anche se l'effetto potrebbe essere minimo, con solo un 1% di riduzione della luce solare, sebbene protratta per molti anni. Tuttavia, l'oscuramento dei cieli potrebbe innescare cambiamenti climatici affini ad un inverno nucleare o da impatto.
3. In terzo luogo, i diossidi produrrebbero piogge acide. L'acido nitrico è tossico per una varietà di organismi, inclusi anfibi, sebbene i modelli prevedono che i suoi livelli non dovrebbero essere tali da innescare una catastrofe globale; alcuni nitrati, anzi, potrebbero essere persino a beneficio di alcune piante.

In sintesi, un GRB relativamente vicino (migliaia di anni luce) che punti uno dei suoi due fasci direttamente sulla Terra, danneggerà la biosfera a causa dell'incremento dei raggi UV per anni dovuto alla riduzione dell'ozono, ovvero a causa del primo effetto. I modelli mostrano che gli effetti distruttivi di tale incremento possono causare fino a 16 volte i livelli normali di danno al DNA. In realtà, è difficile stabilire le reali conseguenze di un evento tanto potente quanto ipotetico.

### L'estinzione di massa dell'Ordoviciano-Siluriano causata da un GRB?
GRB vicini abbastanza da colpire gravemente la vita sulla Terra potrebbero accadere una volta ogni 5 000 000 di anni circa, sarebbe a dire che, da quando la vita è cominciata, avrebbero potuto colpire il pianeta, teoricamente, circa 1 000 volte.
L'estinzione dell'Ordoviciano-Siluriano, accaduta 450 000 000 di anni fa, potrebbe essere stata causata da un lampo gamma. Le specie di trilobiti del tardo Ordoviciano che trascorrevano parte della loro vita nello strato di plancton vicino alla superficie dell'oceano furono molto più colpite rispetto agli abitanti delle acque profonde, che tendevano a rimanere in aree piuttosto ristrette. Ciò è in contrasto con il consueto modello di eventi di estinzione, in cui le specie con popolazioni più diffuse tipicamente se la cavano meglio. Una possibile spiegazione è che i trilobiti rimasti in acque profonde sarebbero stati ben più schermati dall'aumento della radiazione UV associata a un GRB che invece avrebbe colpito principalmente la superficie delle acque e della terraferma. A supporto di questa ipotesi è anche il fatto che durante il tardo Ordoviciano, le specie di bivalvi scavatori avevano meno probabilità di estinguersi rispetto a quelli che vivevano in superficie.
È stato ipotizzato che il Picco del carbonio-14 del 774-775 sia stato provocato da un GRB galattico; in alternativa, è proposta la possibilità di un brillamento solare.

### Candidati GRB nella Via Lattea
Non sono mai stati osservati lampi gamma provenienti dalla Via Lattea (eccetto il fenomeno dei soft gamma repeater che però non producono GRB in senso proprio) e dunque è impossibile determinare se se ne sia verificato almeno uno. Tuttavia la loro natura estrema, l'interesse che suscitano, la difficoltà ad identificare con certezza i progenitori e, naturalmente, i loro potenziali effetti a livello estintivo, hanno indotto la comunità scientifica a tenere conto di possibili GRB nella Galassia. I GRB lunghi sono legati alle supernove superluminose o ipernove, alle variabili blu luminose (LBV), alle stelle di Wolf-Rayet in rapida rotazione che termineranno la loro esistenza in supernove a collasso nucleare (di Tipo Ib/c). I dati sui GRB, tuttavia, provengono da galassie di epoche precedenti nella storia dell'universo, ed è pertanto difficoltoso considerare quei dati per comprendere galassie più evolute e ambienti stellari con una metallicità superiore, come la Via Lattea.
Tra i candidati a produrre GRB letali per la vita sulla Terra vi sono WR 104 e, più speculativamente, Betelgeuse; ma sono numerose le incertezze sulla reale possibilità che producano GRB e gli eventuali effetti sulla Terra. Altri possibili candidati sono Eta Carinae, nonché il sistema stellare triplo denominato Apep; anche in questi casi, la stessa possibilità che sprigionino un GRB e, di conseguenza, la reale possibilità che rappresentino una minaccia per la biosfera terrestre, è pura speculazione.

## GRB notevoli

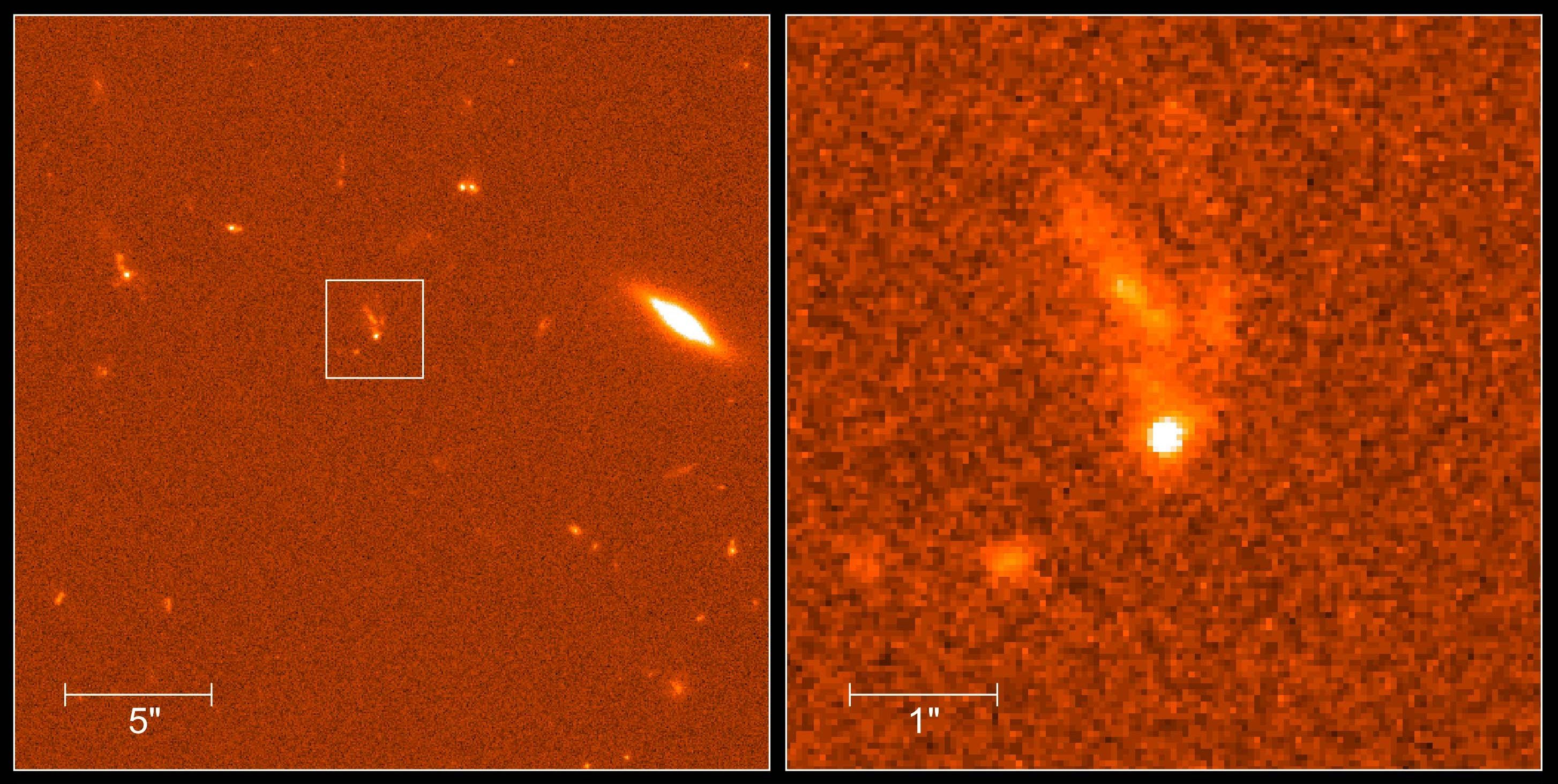
L'immagine, acquisita il 23 gennaio 1999, mostra la coda di emissione ottica del lampo gamma GRB-990123. Il lampo è visibile come un punto chiaro indicato nel riquadro a sinistra. È identificabile, inoltre, la galassia ospite dell'evento (l'oggetto a forma di filamento sopra il GRB), che sembra essere stata distorta dalla collisione con un'altra galassia.

Sono stati rilevati molte migliaia di lampi gamma, da numerosi satelliti. Questa lista non tenta nemmeno di essere completa, includendo soltanto quei GRB che hanno un'importanza storica o scientifica.
- 670702 – Il primo GRB rilevato.
- 970228 – Il primo GRB di cui è stata rilevata con successo l'emissione residua (afterglow) sia nella banda X che in quella ottica. Fu anche possibile individuare la provenienza dell'emissione da una galassia molto lontana (redshift z=0,695). Questa scoperta rafforzò l'ipotesi di un'origine extra-galattica dei lampi gamma.
- 970508 – Il primo GRB di cui fu misurato il redshift. Con z=0,835, confermò senza ambiguità la natura extra-galattica dei lampi gamma.
- 980425 – Il primo GRB alla cui rilevazione è stata associata l'osservazione di una supernova (SN 1998bw), fornendo l'intuizione del legame tra lampi gamma e supernove. Il GRB stesso fu molto inusuale, essendo estremamente poco luminoso. Ad oggi è stato anche il GRB a noi più vicino (z=0,0085).
- 990123 – Di questo GRB è stata misurata la luminosità ottica della coda di emissione, che ha raggiunto o superato una Magnitudine apparente di 8.95, appena leggermente più debole del pianeta Nettuno a dispetto della sua distanza di 9,6 miliardi di anni luce. È stato anche il primo GRB la cui emissione ottica è stata rilevata prima che cessasse l'emissione di raggi gamma.
- 030329A – GRB estremamente luminoso associato senza ambiguità ad una supernova. Provò che lampi gamma e supernove sono collegati.
- 050509B - Il primo GRB corto a cui è stata associata una galassia ospite. Fornì la prima evidenza che alcuni GRB corti, a differenza di quelli lunghi, si verificano in galassie vecchie e non sono accompagnati da supernove.
- 050724 – Il primo GRB corto associato con sicurezza ad una galassia ellittica. È anche il primo GRB corto seguito da un afterglow visibile sia nella banda infrarossa sia nella banda radio.
- 170817A - Il primo GRB associato con successo alla fusione di due stelle di neutroni, fenomeno conosciuto anche come kilonova.
- 050904 – Il più distante GRB mai osservato fino al 2005, con z=6,295 (12,7 miliardi di anni luce).[187]
- 060218 – Il più recente GRB a basso redshift (z=0,033), accompagnato da una supernova.
- 060505 e 060614 - lampi gamma lunghi non accompagnati da una luminosa supernova.[188]
- 080319B - GRB estremamente intenso con l'afterglow che ha raggiunto nel dominio del visibile una magnitudine di 5,6 (visibile ad occhio nudo). L'evento è il più energetico rilevato dall'osservatorio orbitante Swift.
- 080916C – Il GRB più energetico mai osservato fino al 2022, con energia isotropica (Eiso) pari a ~ 8,8×1047 J, equivalente di circa 4 masse solari o di circa 9 000 supernove.
- 221009A - Il GRB più energetico mai rilevato, con ~1,5×1048 J di energia isotropica secondo le stime più elevate.[68]
- 110918A - Il più luminoso GRB mai rilevato, con picco di luminosità isotropica pari a ~ 4,7×1047 W/s.[189]
- 080913 – Il più distante GRB mai osservato fino al 2009, con z=6,7 (12,8 miliardi di anni luce).
- 090423 – Il più distante GRB mai osservato fino ad oggi, con z=8,2 (13,03 miliardi di anni luce).
- 111209A - Il più lungo GRB mai rilevato, con un prompt di durata superiore a 7 ore.
- 130427A – Il GBR più energetico mai osservato al 2013, rilevato dal LAT (Large Area Telescope del Fermi) e successivamente da Swift che osservano emissioni di fotoni da 94GeV arrivando a sette sulla scala di magnitudine.
- 160625B – Il primo GRB ad essere analizzato nel momento della sua rilevazione.
- 190114C – Il primo GRB di cui fu osservata energia particellare nell'ordine dei Teraelectronvolt (Tev).
- 190829A – Il GRB col più lungo afterglow (56 ore) mai rilevato.[157][190][191][192]
- 220101A - Un GRB da record per essere uno dei più energetici di sempre (3,7×1047 J in Eiso) ed il primo rilevato in assoluto nel 2022.[193]